# Dobrudscha

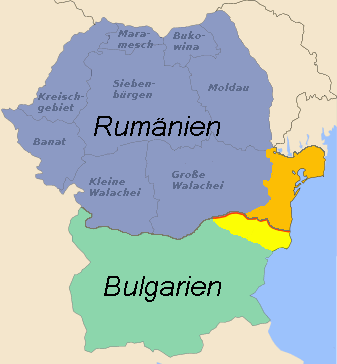
Das Gebiet der Dobrudscha heute: in Bulgarien gelb, in Rumänien orange

Die Dobrudscha (rumänisch Dobrogea, bulgarisch Добруджа (Dobrudscha), türkisch Dobruca, dobrudschatatarisch Tomrîğa; auch Trans-Danubien) ist eine historische Landschaft in Südosteuropa zwischen dem Unterlauf der Donau und dem Schwarzen Meer. Die Landschaft bildet das Grenzgebiet zwischen Südostrumänien und Nordostbulgarien.
Die Dobrudscha ist der nordöstliche Zipfel der Balkanhalbinsel und umfasst eine Fläche von 23.262 Quadratkilometer mit ca. 1.328.860 Einwohnern (971.643 in Rumänien und 357.217 in Bulgarien). Der rumänische Flächenanteil beträgt 15.570 Quadratkilometer. Die Dobrudscha ist im Țuțuiatul (Greci) im Nordwesten 467 Meter hoch; südlich der Senke Cernavodă-Constanța ist sie eine lössbedeckte, fruchtbare Steppentafel, die bis zu 200 Meter hoch aufragt.
Die größten Städte sind Constanța und Tulcea in Rumänien sowie Dobritsch und Silistra in Bulgarien.

## Geographie
Die Dobrudscha ist politisch in die rumänische Norddobrudscha und in die bulgarische Süddobrudscha geteilt.

### Norddobrudscha
Die Norddobrudscha (rumänisch: Dobrogea de Nord, bulgarisch: Северна Добруджа) ist heute ein Gebiet in Südost-Rumänien und der einzige Zugang des Landes zum Schwarzen Meer. Das Gebiet ist 15.570 Quadratkilometer (6,5 % der Fläche Rumäniens) groß und hat eine Bevölkerung von 973.811 Einwohnern.
Die Norddobrudscha ist ein flacher Küstenstreifen mit vielen Sumpfgebieten im nördlichen Teil und den Limanen-Seen der Donau. Weiter im Landesinneren ist das Gebiet leicht hügelig und bewaldet und bildet das Dobrudscha-Hochland (Podișul Dobrogei).
Die Norddobrudscha umfasst zwei rumänische Verwaltungskreise:
1. Kreis Constanța 7071 km²
2. Kreis Tulcea 8499 km²

### Süddobrudscha

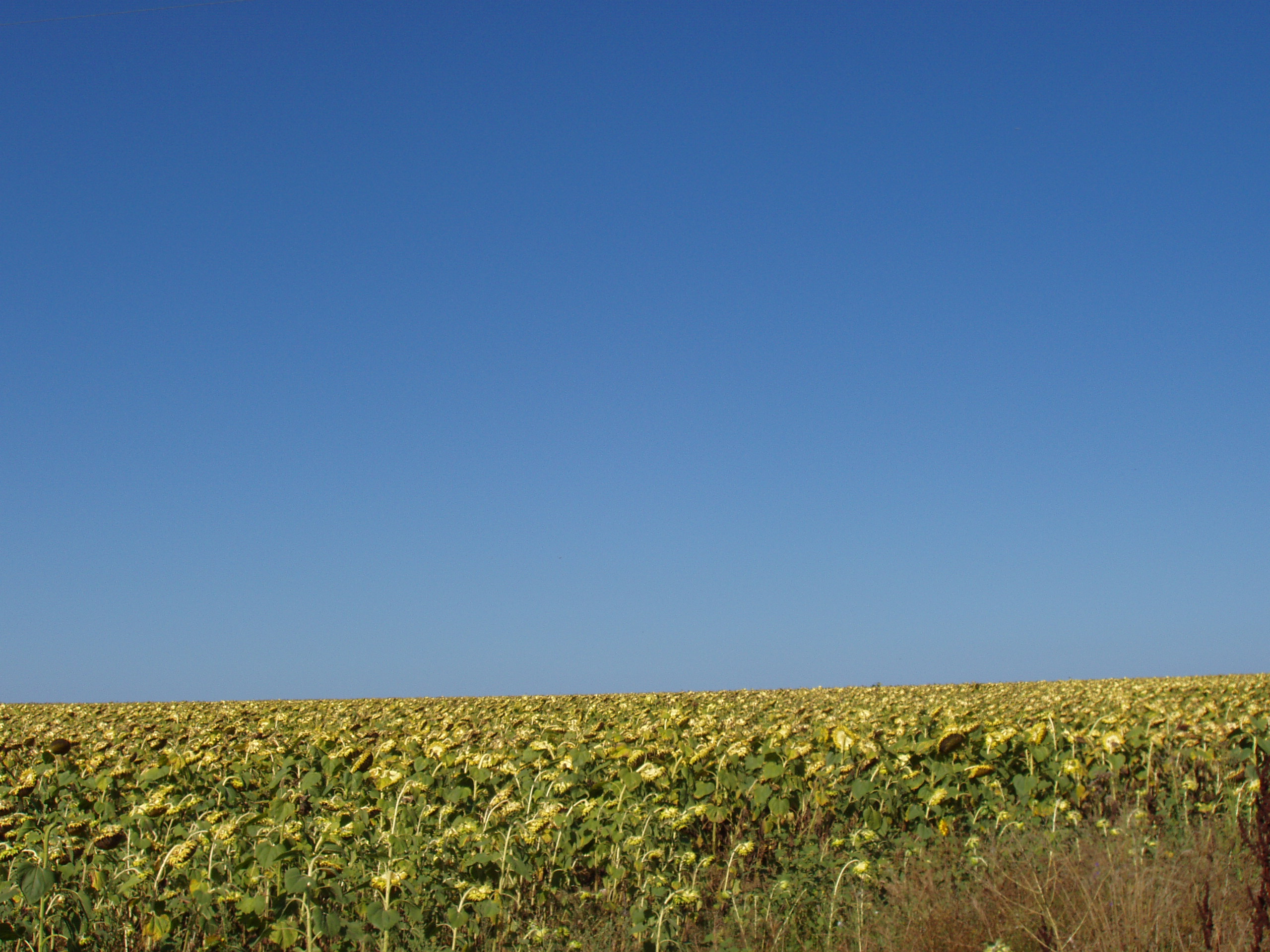
Ein Sonnenblumenfeld in der Süddobrudscha bei Schabla

Die Süddobrudscha (bulgarisch: Южна Добруджа, rumänisch: Cadrilater oder Dobrogea de Sud) ist heute ein Gebiet in Nordost-Bulgarien. Die Süddobrudscha hat eine Fläche von 7692 Quadratkilometern (6,8 % der Fläche Bulgariens) und eine Bevölkerungszahl von 358.000. Der westliche Teil der Süddobrudscha ist hügelig, der östliche Teil ist eben und trocken.
Die Süddobrudscha umfasst drei bulgarische Verwaltungsbezirke:
- Oblast Dobritsch (4692 km²) mit seiner größten Stadt Dobritsch: liegt mit allen seinen Gemeinden in der Dobrudscha.
- Oblast Silistra (2878 km²) mit seiner größten Stadt Silistra: liegt vorwiegend in der Dobrudscha.
- die Gemeinde Aksakowo (122 km²) der Oblast Warna.

Im Mittel liegt die Süddobrudscha 230 m über dem Meeresspiegel. Die Küste am Schwarzen Meer ist auf weiten Strecken Steilufer. Typisch und einmalig ist der Wechsel von Feuchtgebieten und Steppengebieten.

## Geschichte

Größere antike Ortschaften in Scythia Minor

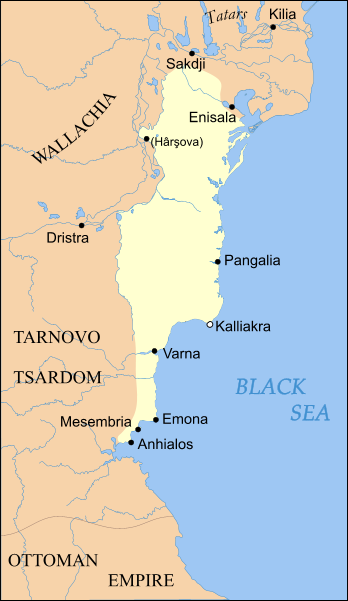
Karte des Despotats Dobrudscha

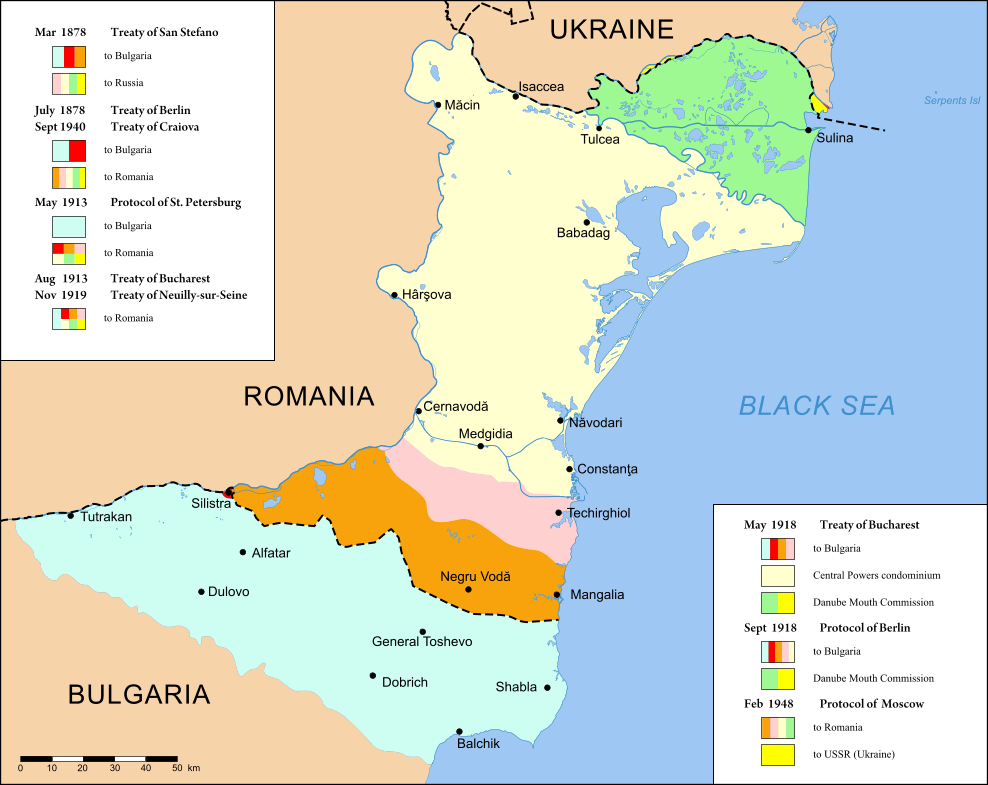
Historische Grenzverläufe in der Dobrudscha

Die älteste jungsteinzeitliche Kultur der Region ist die Hamangia-Kultur. Wegen des Dekors der Keramik wird sie von einigen Archäologen für eine Seitenlinie der Cardial- oder Impressokultur gehalten. Ihre Nachfolgerin war die Gumelnitza-Kultur.
Im 1. Jahrtausend v. Chr. lebte das Reitervolk der Skythen im Gebiet der heutigen Dobrudscha, weswegen es auch „Klein-Skythien“ genannt wurde. Bis etwa 500 v. Chr. beherrschten die Perser das Land. Etwa 650 v. Chr. entstanden in dem Gebiet die ersten griechischen Kolonien. Es wurden befestigte Städte wie Tomis (heute Constanța), Callatis (heute Mangalia) und Histria, erbaut. Anschließend gehörte das Gebiet dem Dakerreich von Burebista. 280 v. Chr. fielen die Kelten in das Gebiet ein. 46 n. Chr. eroberten die Römer das Gebiet – Ovid wurde nach Tomis (heute Constanța) verbannt – und hielten es bis 387 n. Chr. Danach kamen die Goten, bis die Avaren das Land 587 n. Chr. ausplünderten. Im 6./7. Jahrhundert fielen die Slawen ein. Durch Einfälle von Steppenvölkern wurden die einst blühenden Siedlungen vernichtet. 679 wurden dort das Erste Bulgarische Reich und dessen Hauptstadt Pliska gegründet. Die Kriegszüge der Petschenegen im ersten Drittel des 9. Jahrhunderts verwüsteten und entvölkerten große Teile der ländlichen Gebiete der Dobrudscha.
971 fiel das Gebiet an das Byzantinische Reich, dem es rund 200 Jahre lang angehörte. 1186 wurde die byzantinische Herrschaft abgeschüttelt, es entstand das Zweite Bulgarische Reich. Im 13. Jahrhundert litt das Gebiet stark unter den Expansionsversuchen der Tataren und Sklavenüberfällen der Genuesen.
Angesichts der schwindenden Zentralmacht in Tarnowo begründete der Bojare Balik im 14. Jahrhundert ein weitgehend unabhängiges bulgarisches Teilreich, das nach seiner Hauptstadt benannte Despotat Karwuna. Den späteren Namen Dobrudscha erhielt es möglicherweise nach Baliks Bruder und Nachfolger Dobrotiza.
Durch die Niederlage der von König Sigismund angeführten Kreuzritter gegen die Türken in der Schlacht von Nikopolis fiel Bulgarien bis 1396 an das Osmanische Reich. In der Dobrudscha setzten sich die Osmanen erst ab 1417 dauerhaft durch und organisierten das Gebiet administrativ als Sandschak von Tulcea. Das Osmanische Reich siedelte Türken und Tataren in dem entvölkerten Gebiet an (siehe Islam in Rumänien).
In den sechs Russisch-Türkischen Kriegen zwischen 1768 und 1878, darunter der Russisch-Türkische Krieg (1806–1812) und der Krimkrieg (1853–1856), kam es auch auf dem Gebiet der Dobrudscha zu Kampfhandlungen. Ab 1878 (Berliner Vertrag) kam der (deutlich größere) nördliche Teil zu Rumänien. Rumänien begann eine staatliche Kolonisation in der Dobrudscha, während der bis 1885 viele Türken das Land verließen. Die Hauptstadt wurde von Tulcea nach Constanța verlegt. Mit Constanța besaß Rumänien nun einen eisfreien Schwarzmeerhafen, der zügig ausgebaut wurde. Der bulgarische Südteil wurde 1913 infolge des Zweiten Balkankrieges durch Rumänien (im Friedensvertrag von Bukarest) annektiert, im Mai 1918 vorübergehend wieder an Bulgarien abgetreten und kam Ende 1918 im Vertrag von Neuilly-sur-Seine erneut an Rumänien. 1940 wurde er im Vertrag von Craiova aber wieder an Bulgarien abgetreten.
Im 19. Jahrhundert wanderten deutsche Kolonisten in mehreren Wellen in das bevölkerungsarme Gebiet der Dobrudscha ein. Die ersten Siedler kamen zwischen 1841 und 1856 aus dem russischen Zarenreich. Es handelte sich hauptsächlich um deutsche Bauernfamilien aus den benachbarten Gouvernements Bessarabien und Cherson. Im Laufe der einhundertjährigen Siedlungsgeschichte dieser Kolonisten bildete sich die Volksgruppe der Dobrudschadeutschen.
Vor 1940 lebte ein buntes Völkergemisch aus Rumänen, Bulgaren, Türken, Tataren, Lipowanern, Xoraxane-Roma, Griechen und Deutschen zusammen. Während der Zwischenkriegszeit waren besonders in der Süddobrudscha Tschetas der Komitadschi von der Inneren Dobrudschaner Revolutionären Organisation aktiv. Aus bulgarischer Sicht waren es Freiheitskämpfer, aus rumänischer Sicht Banditen.
Seit 2004 ist die Landschaft Namensgeber für den Dobrudscha-Gletscher auf der Livingston-Insel in der Antarktis.

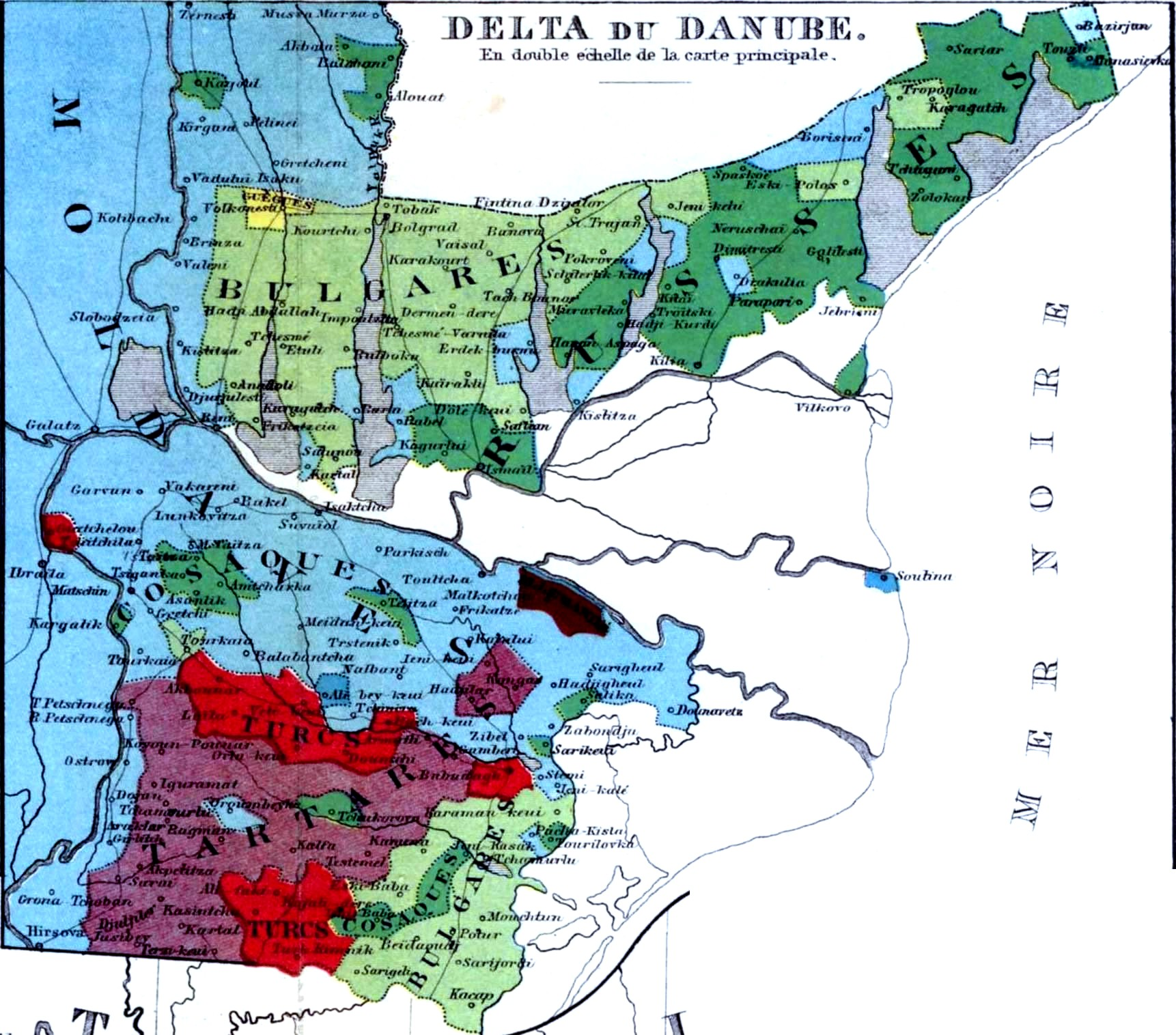
Ethnische Karte der Donaumündung aus 1861 (siehe Legende auf vollständiger Karte)
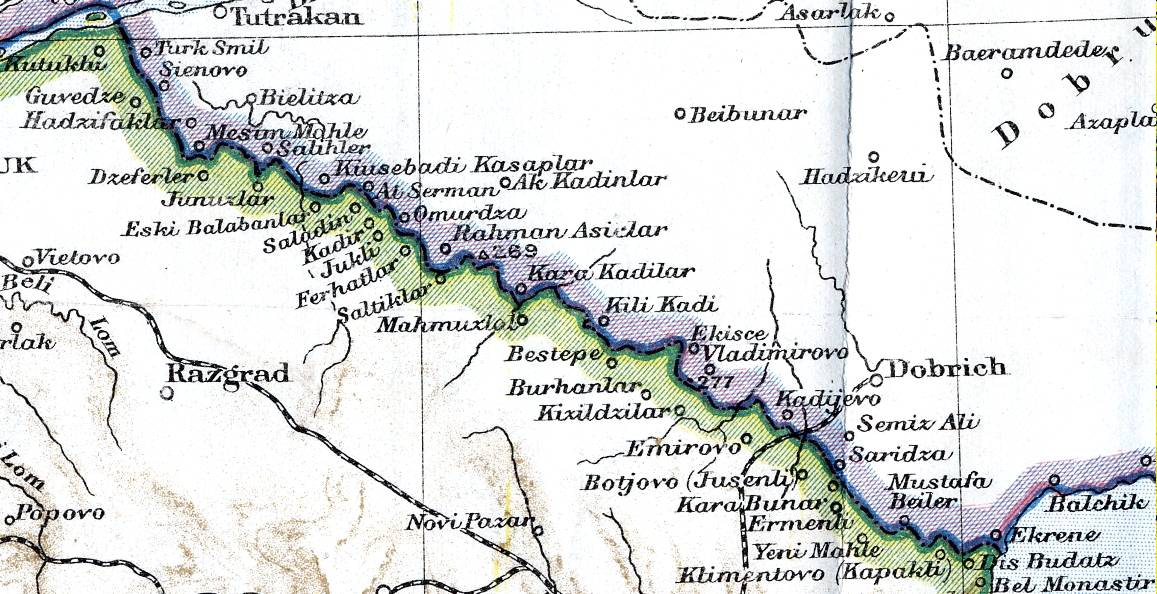
Die 1913 festgelegte Grenze zwischen Rumänien und Bulgarien
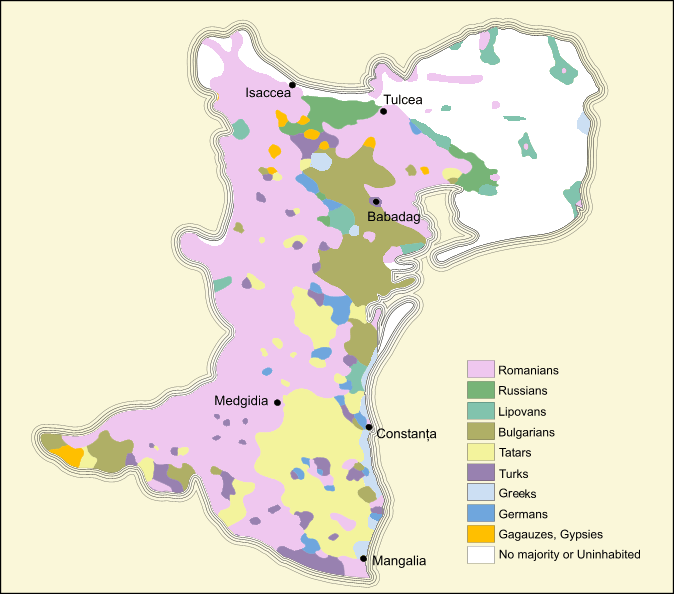
Ethnien in der rumänischen Dobrudscha um 1903 in einer rumänischen Darstellung
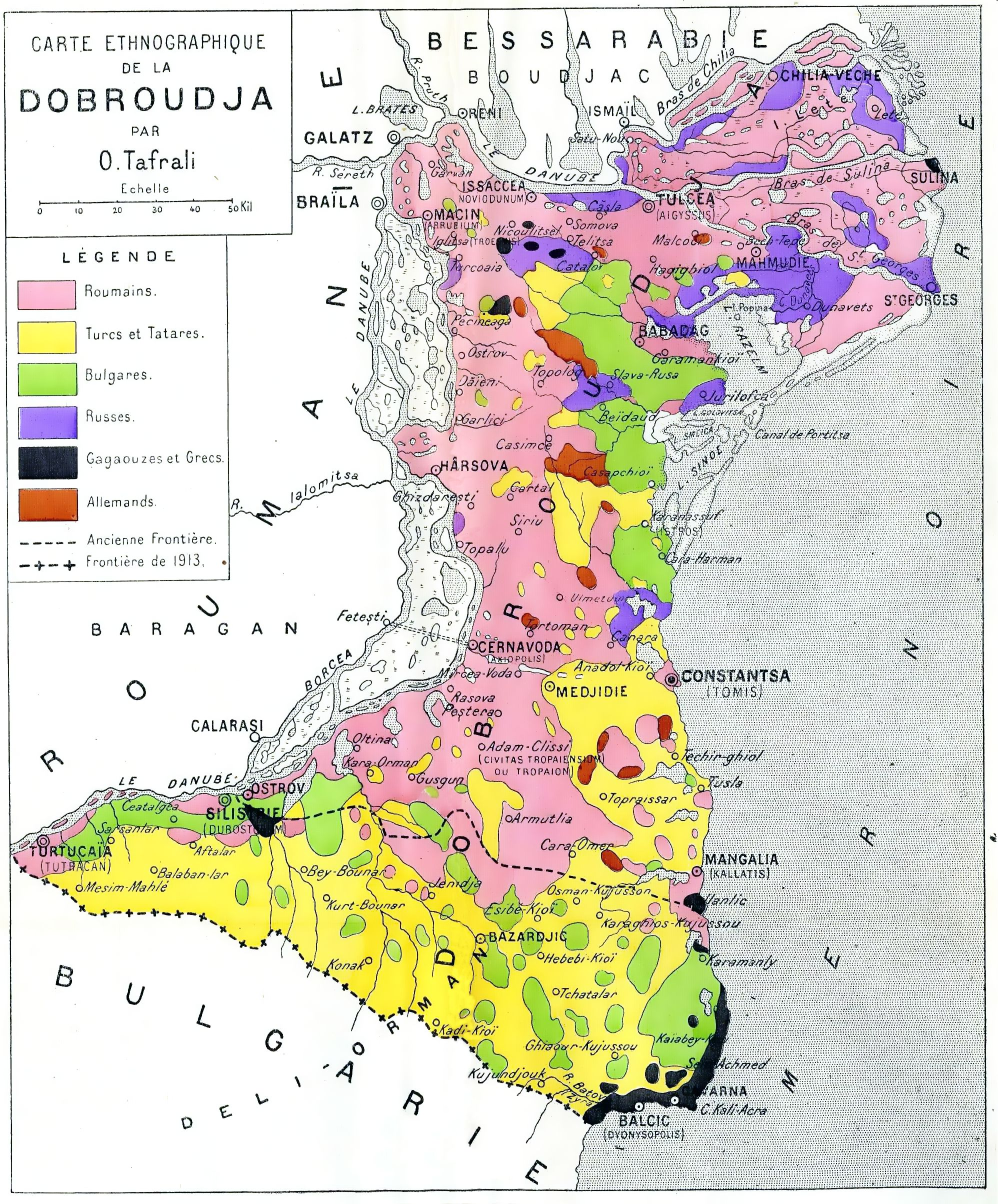
Ethnografische Karte der Dobrudscha in einer französischen Darstellung aus dem Jahr 1918

## Wappen
Wappenbeschreibung: Das Wappen der Dobrudscha besteht aus zwei goldenen Delphinen auf blauem Grund, die sich gegenüberstehen. Es symbolisiert die Landschaft am Meer. Es findet sich auch im Wappen von Rumänien. Das Wappen ist relativ jung und entstand nach dem Berliner Kongress 1878. Dabei wurde Rumänien die Dobrudscha zugesprochen, was in einem rumänischen Gesetz von 1880 weiter ausgeführt wurde.

## Wirtschaft
Angebaut werden vor allem Weizen, Gerste, Mais, Sonnenblumen, Gemüse und Wein.
Wichtige Seebäder sind Goldstrand, Baltschik, Mamaia, Eforie Süd, Eforie Nord, Mangalia, Costinești, Vama Veche, Hochseehäfen gibt es in Constanța und Warna.
Auch die Windenergie spielt zunehmend eine große Rolle. So entstehen in der Dobrudscha aufgrund hoher durchschnittlicher Windgeschwindigkeiten eine Vielzahl von Windparks, darunter der mit 240 Windkraftanlagen und 600 MW installierter Leistung größte Onshore-Windpark Europas.